# NGC 5966
NGC 5966 é uma galáxia elíptica (E) localizada na direcção da constelação de Boötes. Possui uma declinação de +39° 46' 09" e uma ascensão recta de 15 horas, 35 minutos e 52,2 segundos.
A galáxia NGC 5966 foi descoberta em 18 de Março de 1787 por William Herschel.